# Willem Hendrik Zwart

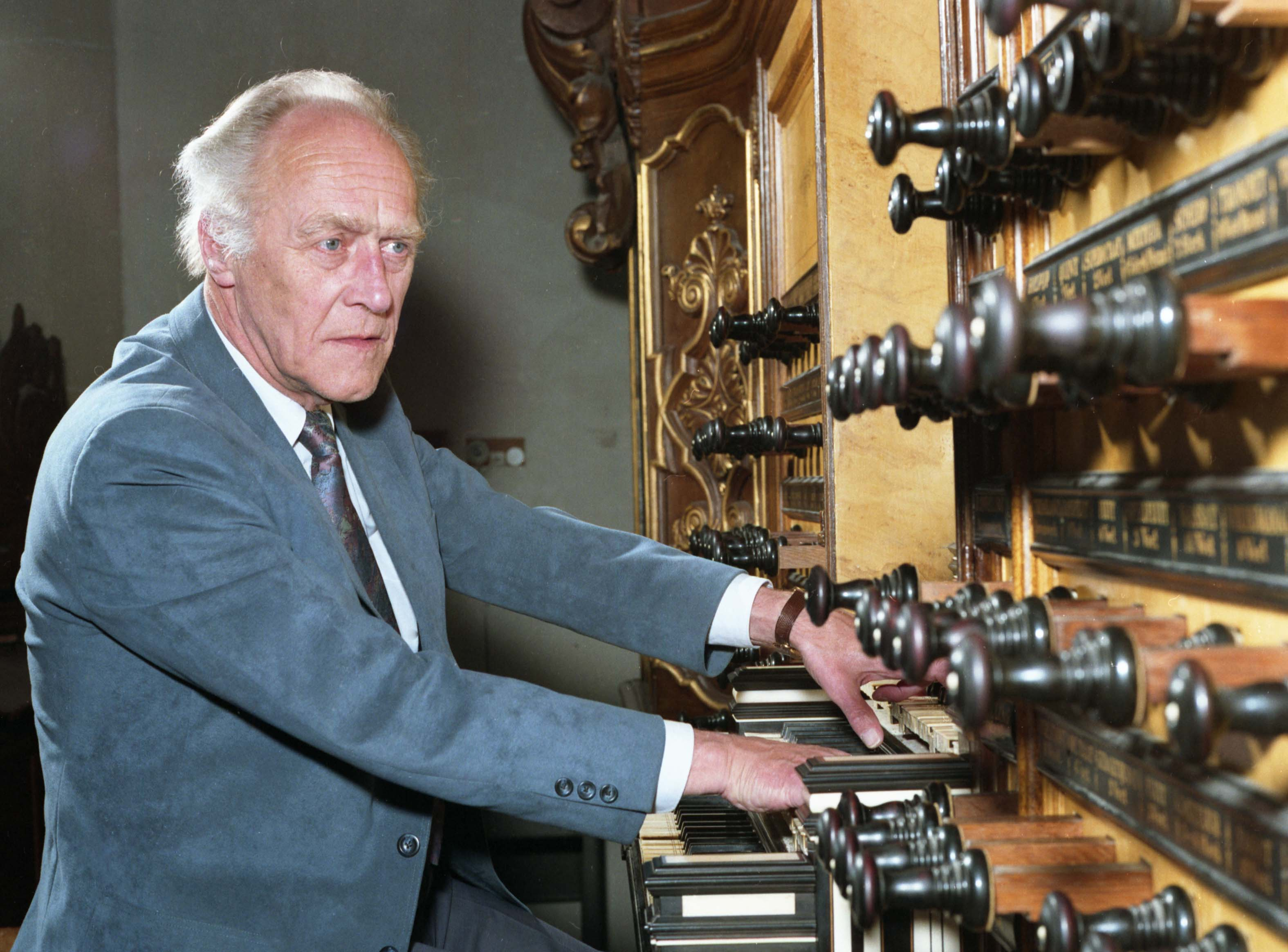
Willem Hendrik Zwart

Willem Hendrik Zwart (* 26. Mai 1925 in Zaandam; † 29. April 1997) war ein niederländischer Organist und Komponist.

## Leben
Willem Hendrik Zwar war ein Sohn des Organisten und Komponisten Jan Zwart und seiner Frau Catharina. Er erhielt seine erste musikalische Ausbildung bei seinem Vater, dann bei Simon C. Jansen, George Stam, Willem Mudde und Herman Strategier. 1945 wurde er Organist an der Reformierten Kirche in Coevorden und nach einem kurzen Zwischenspiel an der Zionskirche in Groningen 1954 an Bovenkerk in Kampen mit der 1743 erbauten Orgel von Albertus Antonius Hinsz.
Zwart gab zahlreiche Konzerte im In- und Ausland. 1971/72 und 1973 unternahm er Konzertreisen in die Vereinigten Staaten und nach Kanada. Als einer der ersten niederländischen Organisten spielte er auch für TV-Aufnahmen.

## Familie
1956 heiratete Zwart Johanna Margaretha Hofland. Sein Sohn Everhard (* 1958) folgte ihm in der Laufbahn als Organist, sein Sohn Jan Quintus (* 1957) ist Dirigent und leitet das Musiklabel JQZ Muziekproducties in Kampen.

## Auszeichnungen
- Ehrenpfennig der Stadt Kampen (1992)
- Ritter des Ordens von Oranien-Nassau (1993)